# Campodorus marginator
Campodorus marginator là một loài tò vò trong họ Ichneumonidae.